# Нав (Асалем)
Нав (перс. ناو) — село в Ірані, у дегестані Хараджґіль, у бахші Асалем, шагрестані Талеш остану Ґілян. За даними перепису 2006 року, його населення становило 162 особи, що проживали у складі 31 сім'ї.

## Клімат
Середня річна температура становить 9,97 °C, середня максимальна – 25,89 °C, а середня мінімальна – -8,47 °C. Середня річна кількість опадів – 406 мм.
| Клімат поселення                              | Клімат поселення | Клімат поселення | Клімат поселення | Клімат поселення | Клімат поселення | Клімат поселення | Клімат поселення | Клімат поселення | Клімат поселення | Клімат поселення | Клімат поселення | Клімат поселення | Клімат поселення |
| Показник                                      | Січ.             | Лют.             | Бер.             | Квіт.            | Трав.            | Черв.            | Лип.             | Серп.            | Вер.             | Жовт.            | Лист.            | Груд.            |                  |
| Середній максимум, °C                         | 4,54             | 5,66             | 8,41             | 14,99            | 20,46            | 24,41            | 25,89            | 25,71            | 21,80            | 17,56            | 12,18            | 6,12             |                  |
| Середня температура, °C                       | −1,97            | −0,83            | 1,91             | 8,48             | 13,96            | 17,90            | 21,04            | 20,86            | 16,94            | 12,70            | 7,32             | 1,27             |                  |
| Середній мінімум, °C                          | −8,47            | −7,34            | −4,6             | 1,96             | 7,46             | 11,40            | 16,18            | 16,00            | 12,08            | 7,86             | 2,47             | −3,57            |                  |
| Норма опадів, мм                              | 33               | 32               | 50               | 54               | 44               | 20               | 11               | 14               | 27               | 43               | 37               | 41               |                  |
| Середньомісячна швидкість вітру, м/с          | 2.10             | 2.61             | 2.56             | 2.68             | 2.27             | 2.16             | 2.40             | 2.28             | 1.97             | 1.92             | 2.06             | 2.09             |                  |
| Середньомісячна сонячна радіація, кДж/м²·день | 7312             | 9841             | 12057            | 16162            | 20095            | 22969            | 23673            | 20202            | 17083            | 12030            | 8863             | 6947             |                  |
| --------------------------------------------- | ---------------- | ---------------- | ---------------- | ---------------- | ---------------- | ---------------- | ---------------- | ---------------- | ---------------- | ---------------- | ---------------- | ---------------- | ---------------- |
| Джерело:                                      |                  |                  |                  |                  |                  |                  |                  |                  |                  |                  |                  |                  |                  |